# 2,3-Dimethylbutadien
2,3-Dimethylbutadien (genauer 2,3-Dimethyl-1,3-butadien) ist eine chemische Verbindung aus der Gruppe der aliphatischen, ungesättigten Kohlenwasserstoffe und Diene.

## Gewinnung und Darstellung
2,3-Dimethyl-1,3-butadien kann leicht durch eine säurekatalysierte Dehydratisierungsreaktion aus Pinacol gewonnen werden.
{\displaystyle {\ce {3 C6H14O2 -> C6H10 + 2 C6H12O + 4 H2O}}}

## Eigenschaften
2,3-Dimethyl-1,3-butadien ist eine leicht entzündbare, leicht flüchtige Flüssigkeit, die sehr schwer löslich in Wasser ist.

## Verwendung
2,3-Dimethyl-1,3-butadien wird zur Herstellung anderer chemischer Verbindungen (zum Beispiel 1,3,6-Trienderivativen) durch Diels-Alder-Cycloadditionsreaktionen und Polymerisationsreaktionen (zum Beispiel zu Methylkautschuk) verwendet. Sie ist auch an der Herstellung von synthetischem Kautschuk beteiligt.

Diels-Alder-Reaktion unter Verwendung von 2,3-Dimethyl-1,3-butadien und N-Ethylmaleinimid

## Sicherheitshinweise
Die Dämpfe von 2,3-Dimethyl-1,3-butadien können mit Luft ein explosionsfähiges Gemisch (Flammpunkt −1 °C) bilden.